# ICH (企業)
株式会社ICH（アイシーエイチ）は、日本の芸能タレントプロデュース並び、IT芸能の開発運営企業。2016年設立。

## 概要
2016年4月13日 、ケイダッシュで南野陽子のマネージャーを務めていた川岸一超が、父、川岸咨鴻（元浅井企画専務）と、芸能マネージメントするために設立した会社である。萩本欽一「欽ちゃんネル」を手掛けた、番組プロデューサー今井まことが、専務取締役を務める。
南野陽子の元マネージャーとして川岸一超が出演

## 所属タレント・アーティスト
- 詩島萌々（アーティスト・タレント）
- 小澤綾乃（アイドル・女優）
- 鳴海唯（女優）
- 津久江麻由（ダイエットアドバイザー）
- 中冨杏子（女優）
- わたあめ（ずるまま）
- 杏樹（美容・健康アドバイザー）
- 吉田実代
- 鶴間政行
- 佐々木まさひろ